# Resolució 2075 del Consell de Seguretat de les Nacions Unides
La Resolució 2075 del Consell de Seguretat de les Nacions Unides fou adoptada per unanimitat el 16 de novembre de 2012. El Consell va decidir ampliar el mandat de la Força Provisional de Seguretat de les Nacions Unides per a Abyei (UNISFA) durant sis mesos més fins al 31 de maig de 2013.

## Detalls
El consell va instar Sudan i Sudan del Sud a que resolguessin el seu conflicte a través del diàleg i no per la força, i a retirar les tropes de la regió d'acord amb la resolució 2046. Sudan encara havia de retirar la policia petroliera de Diffra. Només la UNISFA i la policia d'Abyei eren autoritzades a operar a la regió. L'estatut final d'Abyei havia de ser el resultat de negociacions i no d'accions unilaterals per cap de les parts.
Hi va haver novament incidents a Abyei on hi va morir un empleat de l'ONU. També calia activar l'organisme de control de fronteres ja establert i cooperar millor amb l'ONU, per exemple, sobre l'emissió de visats i les operacions de desminatge. Finalment, es va exigir que totes les parts permetessin assistència d'ajuda humanitària sense traves.